# 横滨正金银行

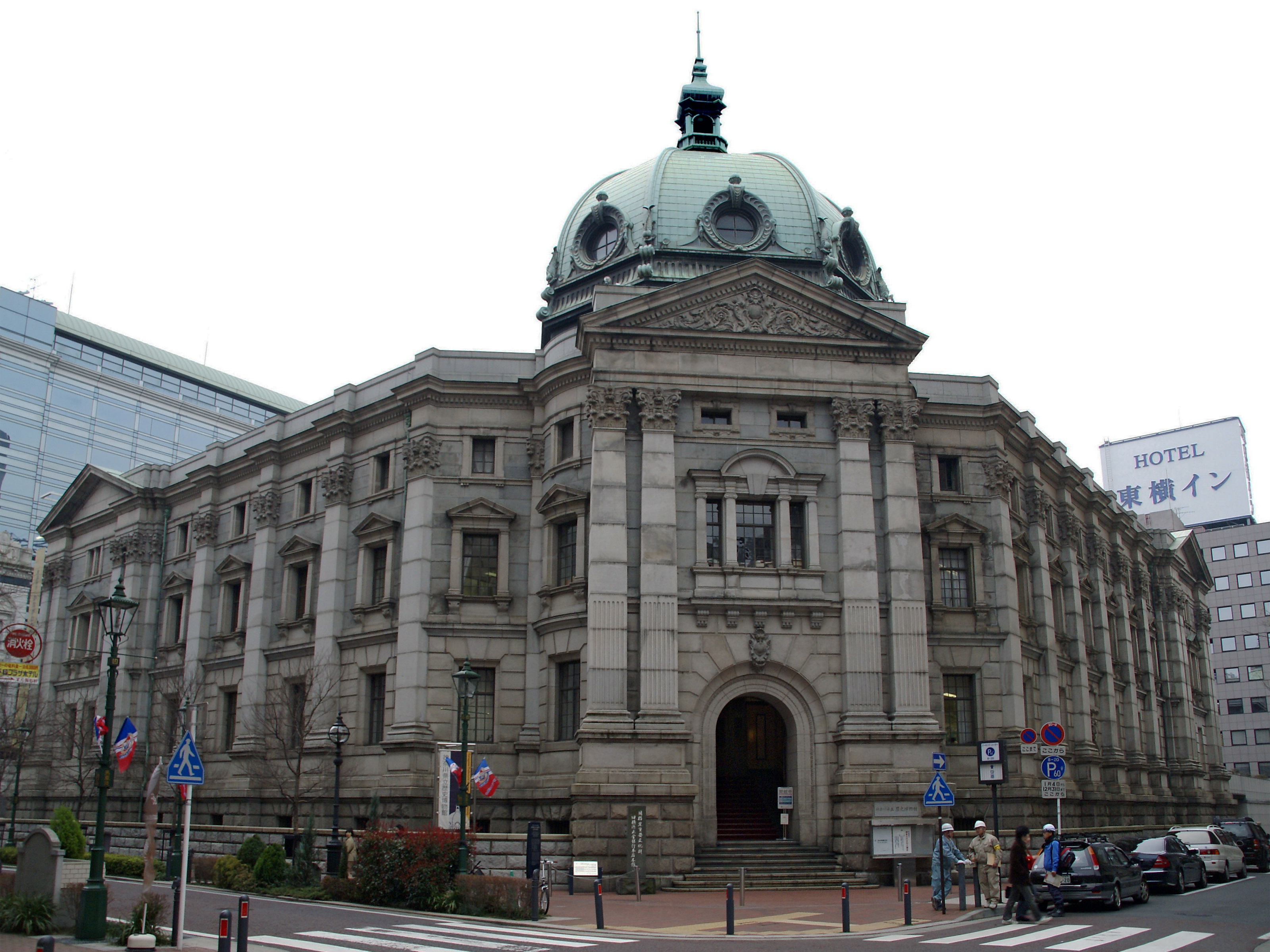
總行舊址（現為神奈川縣立歷史博物館）

横滨正金银行是东京银行（今為三菱日联银行）的前身，1880年成立，总行在横滨。英文名称是“YOKOHAMA SPECIE BANK, LTD.”「正金」是指銀幣一類的現金。横滨正金银行在日本的對外貿易曾十分重要。

## 历史
横滨正金银行是一家具有半官方性质的外汇专业银行，虽是私营银行，却受日本政府的特殊优惠和保护（当时日本这一类特殊银行共有8家：日本银行、横滨正金银行、日本劝业银行、日本兴业银行、北海道拓殖银行、台湾银行、朝鲜银行及朝鮮殖產銀行）。1946年，横滨正金银行被同盟國最高司令官總司令部命令解散。

## 中国业务
1893年，横滨正金银行到中国开展业务，此后分支机构陆续撤出中国。
- 上海分行：1893年开设，起初在南京路租房营业，业务发展后，购进外滩32号地皮建造行屋。1923年买下外滩24号老沙逊洋行行址，请英商公和洋行设计，到1924年重建了一座6层古典主义建筑风格的花岗石大楼。建筑面积为18932平方米。柱廊采用爱奥尼柱式。1945年后，该楼改作中央银行行址，大楼也易名为中央大楼。1949年后又成为中国人民银行华东区行办公楼。1956年上海市纺织工业局迁入大楼办公。现为中国工商银行上海市分行。

- 汉口分行：1894年，横滨正金银行在汉口英租界江滩开设汉口分行（今门牌号码为沿江大道129号、南京路2号），1921年拆除旧屋，建造4层大楼，由景明洋行设计，建筑面积5632平方米，属于简化的古典主义风格，麻石外墙一直到顶。主入口设在转角处。沿两条马路的2个立面柱廊采用爱奥尼柱式的双柱排列。内部装饰华丽，有一些日本元素。1998年被公布为武汉市文物保护单位，又被列为武汉市优秀历史建筑。2006年作为汉口近代建筑群的一部分列为全国重点文物保护单位。现在为湖北省国际信托公司使用。

- 天津分行：1899年，在天津英租界天津利顺德大饭店内开设分行。1926年，在天津英租界维多利亚道（今解放北路80号）建造大楼，古典主义风格，有漂亮的玻璃顶和回廊。由景明洋行设计，现为中国银行天津分行使用。

- 长春支行：1907年2月9日于城內西三道街开设出张所，1919年5月10日升格为支行，1922年位于满铁附属地日本桥通（今胜利大街572号）的新行舍建成。由中村與資平（日语：中村與資平）设计，日本清水組施工，二层，钢筋混凝土结构，采用西洋古典主义建筑风格，正立面设有爱奥尼柱式的柱廊，圆弧形转角，土黄色瓷砖贴面。1932年11月19日名称变更为新京支行。1994年公布为长春市文物保护单位。

- 大连分行：于1909年在当年日本管辖之下的关东州租借地的经济中心“大连大广场”（今大连中山广场）所建的一座3层分行大楼，建筑风格属于文艺复兴式样，上面有三个别致的绿色穹顶，由日本建筑师妻木賴黃與太田毅设计。现由中国银行辽宁省分行使用。

- 北京支行：1910年开设，坐落在东交民巷与正义路交叉路口东北转角日本使馆旁，西洋古典主义风格，转角处设穹顶。设计者是日本建筑师妻木赖黄。大楼的背面内侧，多设日本木制回廊和拉合门窗。

- 青岛分行：1913年开设，最初设于今中山路91号址，后于青岛日侨集中区域的核心（今市北区馆陶路1号）建造分行大楼，1919年7月31日建成，占地7亩，红顶二层。建筑面积1787平方米，日本建筑师长野宇平治设计，正立面有8根方形花岗岩壁柱和凸檐金字塔型山花。1945年，横滨正金银行被中国银行青岛分行接收。现为青岛银行使用。该楼被列为山东省文物保护单位。

- 沈阳分行：1905年设立代理处，1924年在中央广场西侧建设新的分行办公楼。1925年9月30日竣工。现为工商银行使用。

- 哈尔滨分行：1912年设立分行，1937年翻建新楼。1962年黑龙江省美术馆迁入使用至今。

1980年改革开放后，东京银行作为第一家外国银行获准在北京开设代表处；1986年，该行在深圳开设了分行。

## 历代行长
- 初代 （1879年12月〜1882年7月）中村道太
- 2代目 （1882年7月〜1883年1月） 小野光景
- 3代目 （1883年1月〜1883年3月） 白洲退藏
- 4代目 （1883年3月〜1890年3月） 原六郎
- 5代目 （1890年3月〜1897年4月） 园田孝吉
- 6代目 （1897年3月〜1906年3月） 相马永胤
- 7代目 （1906年3月〜1911年6月） 高桥是清
- 8代目 （1911年3月〜1913年2月） 三岛弥太郎
- 9代目 （1913年2月28日〜1913年9月13日） 水町袈裟六
- 10代目（1913年9月〜1919年3月） 井上准之助
- 11代目（1919年3月〜1922年3月） 梶原仲治
- 12代目（1922年3月〜1936年9月） 尔玉谦次
- 13代目（1936年9月〜1943年3月） 大久保利贤
- 14代目（1943年3月〜1945年6月） 柏木秀茂
- 15代目（1945年6月〜1946年7月） 荒川昌二
- 16代目（1946年6月〜1946年12月）高田逸喜

## 画廊
- 上海分行旧址
- 汉口分行旧址
- 长春分行旧址
- 大连分行旧址
- 北京分行旧址
- 青岛分行旧址
- 天津分行旧址
- 奉天（沈阳）分行旧影